# Imogen (Schiff, 1937)
HMS Imogen (D44) war ein Zerstörer der acht Zerstörer und einen Flottillenführer umfassenden I-Klasse der britischen Royal Navy. Im Zweiten Weltkrieg wurde der Zerstörer mit zwei Battle Honours (Atlantic 1939, North Sea 1940) ausgezeichnet.
Die Imogen ging bereits am 16. Juli 1940 verloren. In dichtem Nebel vor dem Pentland Firth rammte der Leichte Kreuzer Glasgow den Zerstörer, der in Brand geriet und schwer beschädigt sank.

## Geschichte des Schiffes
Die Imogen war einer der beiden Zerstörerneubauten der I-Klasse, die am 30. Oktober 1935 bei Hawthorn in Hebburn bei Newcastle bestellt wurden. Für die Bauwerft war es der vierte Auftrag für den Bau eines Zerstörerpaares für die jetzt achte Klasse der Standardzerstörer. Die Kiellegung des Neubaus mit der Baunummer 604 erfolgte am 18. Januar 1936 und der Stapellauf noch am 30. Dezember des Jahres.
Am 2. Juni 1937 wurde der Zerstörer als sechstes Schiff der Royal Navy mit dem Namen Imogen in den Dienst der Royal Navy übernommen.

### Einsatzgeschichte
Der Zerstörer wurde mit seinen Schwesterschiffen der „3rd Destroyer Flotilla“ bei der Mediterranean Fleet zugeteilt, wo sie die Zerstörer der A-Klasse ersetzten. Zu den Einsätzen der Flottille gehörte nach dem Ausbruch des Spanischen Bürgerkriegs die Beteiligung an den sogenannten Neutralitätspatrouillen vor der spanischen Küste im westlichen Mittelmeer, um britische Interessen zu schützen und Waffenlieferungen an die Kriegsparteien zu unterbinden.

### Kriegseinsätze
Am 3. September 1939, dem Tag des britischen Kriegsbeitritts, traf die Imogen nach einer routinemäßigen Überholung aus Großbritannien in Malta ein, um ihren Dienst wieder bei der „3rd Destroyer Flotilla“ aufzunehmen. Die Flottille wurde aus dem Mittelmeer in die Gewässer um die Britischen Inseln zurückbefohlen. Bei einem Geleiteinsatz in den südwestlichen Zufahrtswegen zu den britischen Inseln gelang es der Imogen am 12. Oktober 1939, gemeinsam mit dem Schwesterschiff Ilex südwestlich von Irland das deutsche U-Boot U 42 zu versenken. Die 17 Überlebenden des U-Boots wurden von der Imogen aufgenommen. Im Dezember 1939 verlegte der Zerstörer dann zur Home Fleet nach Scapa Flow.
Im Jahr 1940 wurde der Zerstörer zunächst zur Deckung von Konvois nach Norwegen verwendet. Dabei konnte am 25. Februar gemeinsam mit dem Flottillenführer Inglefield und dem Zerstörer Escort nahe der Shetlands U 63 versenkt werden. Diesmal rettete der Zerstörer 24 Schiffbrüchige des versenkten U-Boots. Im Anschluss daran erhielt die Imogen die Aufgabe, eine Minenlegeoperation in den Küstengewässern des damals noch neutralen Norwegen im Rahmen der Operation Wilfred zu sichern. Der Einsatz wurde dann jedoch wegen der anlaufenden deutschen Landung in Norwegen (Unternehmen Weserübung) abgebrochen. In den folgenden Wochen sicherte der Zerstörer schwere Einheiten der Navy und Transporte vor Norwegen, darunter auch den Transport norwegischer Truppen aus Nordnorwegen in die Kampfgebiete mit den deutschen Invasoren.

### Das Ende des Zerstörers
Nach dem Ende des Norwegeneinsatzes Anfang Juni 1940 verblieb der Zerstörer bei der Home Fleet. Bei einem Manöver kam es am 16. Juli 1940 in dichtem Nebel vor dem Pentland Firth nahe Duncansby Head zum Verlust der Imogen, als der Kreuzer Glasgow den Zerstörer rammte. Die Imogen geriet in Brand und war so schwer beschädigt, dass das Schiff nicht eingebracht werden konnte, sondern aufgegeben werden musste. Die Glasgow konnte 135 Schiffbrüchige aufnehmen, als die Imogen auf 58° 34′ N, 2° 54′ W sank. 19 Mann des Zerstörers verloren bei der Kollision ihr Leben.